# The Queers
I The Queers sono una band pop punk Statunitense fondata nel 1981 da Joe King (aka Joe Queer).

## Storia
Il gruppo si separa brevemente nel 1984 ma nel 1986 Joe Queer riappare sulla scena con una nuova formazione. Nel 1990 il gruppo firma con l'etichetta Shakin' Street Records che produce il loro primo album "Grow Up" con il quale la band inizia a farsi conoscere sulla scena punk, ma è con il secondo disco "Love Songs For The Retarded" uscito per Lookout Records che acquistano più popolarità.
Nel 2006 dopo sei album su etichetta Lookout! la band ha rescisso il contratto per firmare più tardi con Asian Man Records.

## Formazione
- Joe Queer - voce, chitarra
- Ginger Fanculo - basso, chitarra
- Hoglog Rehab - batteria

## Discografia

### Album in studio
- Grow Up - 1990, Shakin' Street (UK) / reissue 1994, Lookout! Records
- Love Songs for the Retarded - 1993, Lookout! / reissue 2006, Asian Man Records
- Beat Off - 1994, Lookout! / reissue 2007, Asian Man Records
- Rocket to Russia - 1994, Selfless Records
- Move Back Home - 1995, Lookout! / reissue March 2007, Asian Man Records
- Don't Back Down - 1996, Lookout!
- Punk Rock Confidential - 1998, Hopeless
- Beyond the Valley... - 2000, Hopeless
- Pleasant Screams- 2002, Lookout! / reissue July 2007, Asian Man Records
- Summer Hits No. 1 - 2004 Suburban Home Recordings
- Munki Brain - 2007, Asian Man Records
- Back to the Basement - 2010

### EP
- Love Me 7" - 1982
- Webelos 7" - 1984
- Surf Goddess EP - 1994, Lookout!
- Bubblegum Dreams 7" - 1996, Lookout!
- Everything's OK EP - 1998, Hopeless Records
- Today EP - 2001, Lookout!

### Raccolte
- A Day Late and a Dollar Short (compilation) - 1996, Lookout!
- Later Days and Better Lays - 1999, Lookout!

### Split
- Acid Beaters- (split con i the Manges) 2003, Stardumb Records

### Live
- Shout at The Queers - 1994, Selfless
- Suck This - 1995, Clearview
- Live in West Hollywood - 2001, Hopeless
- Weekend at Bernie's - 2006, Doheny